# Homodes perilitha
Homodes perilitha är en fjärilsart som beskrevs av George Francis Hampson 1926. Homodes perilitha ingår i släktet Homodes och familjen nattflyn. Inga underarter finns listade i Catalogue of Life.